# José Félix Tapia
José Félix Tapia (Madrid, 4 de febrero de 1910 - Madrid, 13 de agosto de 1969) fue un escritor y periodista español.

## Biografía
Cursó estudios de periodismo en la Universidad de Deusto y de ahí pasó a colaborar con el diario La Nación. Una vez concluida la Guerra Civil comenzó a trabajar en El Alcázar, publicación de la que llegaría a ser redactor jefe. Desde 1964 colaboró con la Agencia EFE.
De su carrera como escritor destaca la novela La luna ha entrado en casa, con la que obtuvo el Premio Nadal 1945.